# Levi Titulaer
Levi Titulaer (Venlo, 21 augustus 2003) is een Nederlandse voetballer die doorgaans speelt als vleugelaanvaller, maar ook inzetbaar is als aanvallende middenvelder.

## Clubcarrière
Titulaer stapte in 2010 over van amateurclub SC Irene naar VVV-Venlo waar hij de jeugdopleiding doorliep. In de loop van het seizoen 2021/22 sloot hij aan bij de selectie van het eerste elftal. Op 21 januari 2022 maakte hij er zijn competitiedebuut tijdens een met 2-0 verloren uitwedstrijd bij Jong AZ, waarin trainer Jos Luhukay hem na de rust in het veld bracht voor Wassim Essanoussi. In het daaropvolgende seizoen deed de nieuwe trainer Rick Kruys geen beroep meer op hem. In februari 2023 besloot Titulaer om de club te verlaten. Vier maanden later maakte hij de overstap naar De Treffers. Aan het einde van de voorbereiding op het seizoen 2023/24 raakte Titulaer eerst geblesseerd aan zijn knie en in december scheurde hij zijn voorste kruisband af, waardoor hij lange tijd uit de roulatie was.

## Clubstatistieken
| 2021/22                                | VVV-Venlo   | Eerste divisie | 3 | 0 | 0 | 0 | — | — | 3 | 0 |
| 2022/23                                | VVV-Venlo   | Eerste divisie | 0 | 0 | 0 | 0 | 0 | 0 | 0 | 0 |
| 2023/24                                | De Treffers | Tweede divisie | 0 | 0 | 0 | 0 | — | — | 0 | 0 |
| 2024/25                                | De Treffers | Tweede divisie | 0 | 0 | 0 | 0 | — | — | 0 | 0 |
| Totaal                                 | Totaal      | Totaal         | 3 | 0 | 0 | 0 | 0 | 0 | 3 | 0 |
| Bijgewerkt tot en met 26 augustus 2024 |             |                |   |   |   |   |   |   |   |   |